# 후루야 마나부
후루야 마나부(일본어: 古家 学 ふるや まなぶ[*], 1974년 9월 24일 ~ )는 일본의 싱어송라이터, 작곡가, 라디오 진행자이다. 와카야마현 니시무로군 시라하마정 출신이다.